# Franz Duschinger
Franz Duschinger (* 1739 in Wien; † 23. Dezember 1789 ebenda) war ein österreichischer Baumeister.

## Leben
Über die Lebensumstände Franz Duschingers ist nichts mehr bekannt, außer dass er 1773 in die Baumeisterzunft aufgenommen wurde.

## Werk

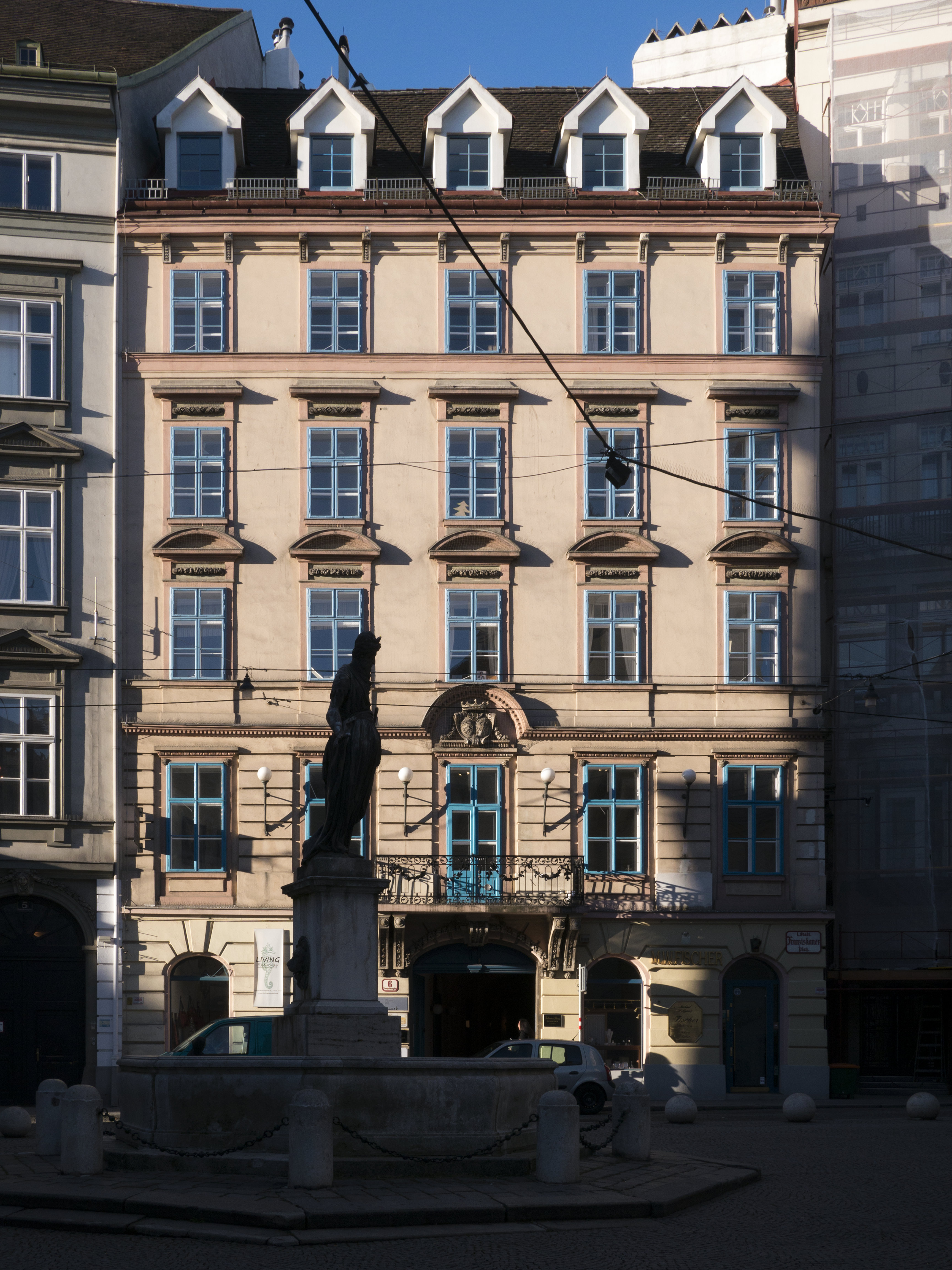
Franziskanerplatz 6

Trotz des Fehlens an Nachrichten über ihn muss er sich zu seinen Lebzeiten eines guten Rufs erfreut haben, sonst hätte er nicht den Auftrag zur Errichtung von Kirchen und Palais erhalten. Seine klassizistischen Bauten sind im Sinne des Josephinismus von Einfachheit und Zweckmäßigkeit bestimmt. Dies trifft auch für seine von ihm erbauten Wohnhäuser zu.
- Margaretner Pfarrkirche St. Josef, Schönbrunner Straße / Ramperstorfferstraße, Wien 5 (1765–1769), an Stelle der 1709 erbauten hölzernen Sonnenhofkapelle; 1911–1912 Umbau
- Miethaus, Schlossgasse 1 / Siebenbrunnengasse 2, Wien 5 (1779), Zubau; weiterer Zubau 1833 von Philipp Brandl
- Miethaus „Zum Weinberg“, Joanelligasse 9 / Luftbadgasse 1, Wien 6 (1780), Trakt in der Luftbadgasse; 1829 Portal und diverse Veränderungen von Franz Wipplinger
- Johann Nepomuk-Kirche, Praterstraße, Wien 2 (1780–1782), 1841–1846 durch Neubau von Carl Roesner ersetzt
- Miethaus, Laudongasse 7, Wien 8 (1781), 1843 Veränderung; nach Bombenangriff weitere Veränderung
- Miethaus „Zum Goldenen Löwen“, „Zum Gelben oder Steinernen oder Grünen Leb“, Franziskanerplatz 6, Wien 1 (1783–1789)
- Miethaus „Zum blauen Hergott / Zum St. Salvator“, Freundgasse 13 / Margaretenstraße 37, Wien 4 (1784)
- Miethäuser, Schäffergasse 5 und 7, Wien 4 (1784)
- Miethaus „Zur Mariahilf“, Schäffergasse 11, Wien 4 (1784), 1794 Zubau von Franz Reymund, Fassade nicht erhalten
- Miethaus „Zum silbernen Löwen“, Wiedner Hauptstraße 32, Wien 4 (1784), 1830–1831 2. Stock von Josef Klee
- Miethaus „Zur schwarzen Bürste“, „Zum schwarzen Adler“, Judengasse 11 / Salzgasse 8, Wien 1 (1786)
- Miethaus, Weihburggasse 21, Wien 1 (1787)
- Miethaus, „Zum Peregrinus“, Rochusgasse 1 / Landstraßer Hauptstraße 62, Wien (1787), Erdgeschoß durch Geschäftseinbauten verändert
- Palais „Nimptsch“, Bäckerstraße 10, Wien 1 (1789), vor 1639 erbaut; Ausbau; 1838 Aufstockung und Neufassadierung von Adolf Korompay
- Palais Grassalkovics, Obere Augartenstraße 40, Wien 2 (1789), Umgestaltung; um 1770 erbaut
- Landstraßer Theater, Landstraßer Hauptstraße, Wien 3 (um 1789), mit 3 Galerien und 12 Logen; 1793 kurz nach Fertigstellung gepfändet; 1892 Neubau von Heinrich Gerl